# Municipio de Albertson
El municipio de Albertson (en inglés: Albertson Township) es un municipio ubicado en el  condado de Duplin en el estado estadounidense de Carolina del Norte. En el año 2010 tenía una población de 3.878 habitantes.

## Geografía
El municipio de Albertson se encuentra ubicado en las coordenadas 35°7′8.23″N 77°48′21.52″O / 35.1189528, -77.8059778.